# Ischalia costata
Ischalia costata is een keversoort uit de familie Ischaliidae. De wetenschappelijke naam van de soort is voor het eerst geldig gepubliceerd in 1862 door LeConte.